# María Teresa Alarcón-Herrera
María Teresa Alarcón-Herrera (Durango, 1954) es una ingeniera ambiental, profesora y botánica mexicana, del Centro de Investigaciones de Materiales Avanzados, Centro Público CONACYT. Desarrolla actividades académicas en el Laboratorio de Energías Renovables y Protección del Ambiente.
Realizó la licenciatura en Ingeniería Química en el Instituto Tecnológico de Durango. Obtuvo su maestría en Ingeniería por la Universidad Nacional Autónoma de México y en 1994, el doctorado en Ingeniería Ambiental por la Universidad de Windsor, Canadá. En 1979, realizó una especialización en tratamiento de agua en el Instituto de Ciencias Aplicadas de Toulouse, Francia; y en la Universidad de Hannover, Alemania, en 1985.

## Algunas publicaciones
- humberto silva-Hidalgo, álvaro a. Aldama, ignacio r. martín-Domínguez, maría t. alarcón-Herrera. 2013. Metodología para la determinación de disponibilidad y déficit de agua superficial en cuencas hidrológicas: aplicación al caso de la normativa mexicana. Tecnología y Ciencias del Agua 4 (1 ): 24

- maría t. alarcón-Herrera, mario a. olmos-Márquez, cecilia valles-Aragón, esther Llorens, ignacio r. martin Domínguez. 2013. Assessments of plants for phytoremediation of arsenic-contaminated water and soil. European Chem. Bull. 2 ( 3): 121-125

- mario a. olmos-Márquez, maría t. alarcón-Herrera, ignacio r. martín Domínguez. 2012. Performance of Eleocharis macrostachya and its importance for arsenic retention in constructed werlands. Environmental Sci. and Pollution Res. 19 ( 3): 763-761

- maría c. valles Aragón, maría t. alarcón-Herrera. 2012. Risk analysis of a residential area close to the tailing dams of an ex-foundry. J. of Environmental Progress and Sustainable Energy 1-5

- m. Gutiérrez, v.m. Reyes, maría t. alarcón-Herrera, d. Nuñez. 2012. Exploratory analysis of sediment geochemistry to determine the source and dispersion of Ba, Fe, Mn, Pb and Cu and in Chihuahua, northern Mexico. J. of Geography and Geology 04 (4 ): 1-39

- mayra y. luna Porres, maría t. Alarcón-Herrera, maxa silva Sáenz, marusia rentería Villalobos, marco a. Rodríguez Villa, eduardo herrera Peraza, manuel reyes Cortés, maría e. montero Cabrera. 2011. Baccharis salicifolia development in the presence of high concentrations of uranium in the arid environment of San Marcos, Chihuahua. Revista Mexicana de Física 57-S (1 ): 40-43

- lucy mar Camacho, nélida Gutiérrez, maría t. alarcón-Herrera, maría de lourdes Villalba, shuguang Deng. 2011. Occurrence and Treatment of Arsenic in Groundwater and Soil in Northern Mexico and Southwestern USA. Chemosphere 83 (3 ): 211-225

- jochen Bundschuh, virginia Ciminellie, maría e. Morgada, lorena Cornejo, sofía garrido Hoyos, jan Hoinkis, maría t. alarcón-Herrera, maría a. Armienta, prosun Bhattacharya. 2010. Emerging mitigation needs and sustainable options for solving the arsenic problems of rural and isolated urban areas in Latin America. A critical analysis. Water Res. 44 (19 ): 5828-5845

- josé a. Cortés, maría t. alarcón-Herrera, m. villicaña-Méndez, j. gonzález-Hernández, josé f. pérez-Robles. 2010. Spectrophotometric aspects in the working of photocatalytic reactors. Environmental Progress (AICHE, Factor de Impacto 1.06) 29 (1 ): 93-100

- d. burgos-Flores, a. martín-Domínguez, i.r. martín-Domínguez, m. pérez-Tello, maría t. alarcón-Herrera. 2009. Mathematical modeling of lamella plate settle hydraulics. ICE Water Management 162 ( 4): 251-259

### Capítulos de libros
- Género, salud y ambiente: un paso a la integración. Autor Luz Helena Sanín. Edición ilustrada de Universidad Autónoma de Chihuahua, 265 pp. ISBN 9707480785, ISBN 9789707480780 (2007)

- Género, ambiente y contaminación por sustancias químicas. Autor y editor Instituto Nacional de Ecología. 203 pp. ISBN 6078246135, ISBN 9786078246137 en línea (2012)

## Honores
- 2010: premio Estatal como destacada científica chihuahuense

- 2009: organizó y presidió el 10º Congreso Internacional de Biogeoquímica de elementos traza (10th ICOBTE)

### Membresías
- Comité Técnico Académico de la Red Nacional Temática del Agua (RETAC) del CONACYT, en el área de Calidad del Agua y Salud

- Consejo Directivo de la Sociedad Internacional de Fitotecnologías

- Capítulo México de la Red Latinoamericana de Sitios Contaminados RELASC
- La abreviatura «T.Alarcón» se emplea para indicar a María Teresa Alarcón-Herrera como autoridad en la descripción y clasificación científica de los vegetales.[4]